# Кьеза, Франческо
Франческо Кьеза (итал. Francesco Chiesa; 5 июля 1871, Саньо, кантон Тичино – 10 или 13 июня 1973, Лугано), швейцарский поэт-лирик, прозаик, педагог. Писал на итальянском языке. Лауреат Премии Шиллера (1928).

## Биография
Сын художника-декоратора. 
До 1894 года изучал право в университете Павии. Некоторое время работал в прокуратуре Лугано. В 1897–1943 годах преподавал итальянскую литературу и историю искусств в лицее г. Лугано (с 1914 года – директор лицея).
Печатался с 1893 года. Излюбленной формой поэзии Кьеза был сонет, соединяющая элементы различных поэтических традиций (от «дольче стиль нуово» до Ш. Бодлера, Дж. Кардуччи и Дж. Пасколи), Поэт воссоздаёт картины альпийской природы и образы деревенской жизни: сборники «Прелюдия» («Preludio», 1897), «Весенние костры» («Fuochi di primavera», 1919), «Звёздный вечер» («La stellata sera», 1933) и др.
Основная тема прозы Кьеза – осмысление культурной самобытности италоязычных швейцарцев: переработки народных преданий («Истории и сказки» («Istorie e favole», 1913) и др.), сборники рассказов автобиографического характера («Детские рассказы» («Racconti puerili», 1921), «Рассказы о моём огороде» («Racconti del mio orto», 1929) и пр.); роман «Мартовская погода» («Tempo di marzo», 1925). Среди других сочинений: роман-притча «Я и мои близкие» («Io e i miei», 1944), публицистика, искусствоведческие, исторические и страноведческие исследования.
В 1928 году получил премию Шиллера, премию Мондадори  и премию Итальянской академии поэзии в 1940 году. Был почётным доктором Университета Лозанны, Университета Рима и Университета Павии. В 1971 году получил высшую премию от Фонда Исиде и Чезаре Лавеццари.